# Jigme Namgyel Wangchuck
Jigme Namgyel Wangchuck (Thimbu, 5 de fevereiro de 2016) é o primeiro filho do rei Jigme Khesar Namgyel Wangchuck e da rainha Jetsun Pema. 
Ele um membro da Casa ou da Dinastia Wangchuck e é o primeiro na linha de sucessão do trono butanês, sendo, portanto, o príncipe herdeiro e futuro rei do Butão. 

## Biografia
Namgyel nasceu no Palácio Lingkana em Thimphu. Conforme o Kuensel, "Sua Majestade, o Rei, estava ao lado de Sua Majestade durante o parto". 
Seu nome foi anunciado em 16 de abril de 2016. Antes do anúncio, ele era conhecido apenas como O Gyalsey, o que significa príncipe. Em honra do seu nascimento, 108.000 árvores foram plantadas por dezenas de milhares de voluntários no Butão. 
Ele tem um irmão menor, nascido em 19 de março de 2020, chamado Jigme Ugyen Wangchuck.  

## Aparições públicas
Namgyel participa de atividades públicas com frequência e suas fotos são divulgadas na página oficial de seu pai no Facebook e Instagram. 

## Títulos e estilos
- 5 de fevereiro de 2016 - presente: "Sua Alteza Real, Príncipe Jigme Namgyal Wangchuck, Druk Gyalsey do Butão".